# Christoph Bartholomäus Anton Migazzi
Grof Christoph Bartholomäus Anton Migazzi, avstrijski rimskokatoliški duhovnik, škof in kardinal, * 20. oktober 1714, Trento, † 14. april 1803.

## Življenjepis
7. aprila 1738 je prejel duhovniško posvečenje. 20. septembra 1751 je bil imenovan za soupraviteljskega nadškofa Mechelena in za naslovnega nadškofa Kartagine; 10. oktobra istega leta je prejel škofovsko posvečenje. 28. avgusta 1756 je bil imenovan za nadškofa (osebni naziv) škofije Vác; 20. septembra istega leta je bil potrjen. 15. marca 1757 je bil imenovan za nadškofa Dunaja; 23. maja istega leta je bil potrjen. 23. novembra 1761 je bil povzdignjen v kardinala in imenovan za kardinal-duhovnika Ss. Quattro Coronati.